# Igreja Católica em Guernsey
A Igreja Católica em Guernsey é parte da Igreja Católica universal, em comunhão com a liderança espiritual do Papa, em Roma, e da Santa Sé. Ainda que Guernsey não seja parte do Reino Unido, por propósitos administrativos, a ilha está sob jurisdição da Diocese de Portsmouth. As três igrejas católicas presentes na ilha são São José e Santa Maria, Nossa Senhora do Rosário (em Saint Peter Port) e Nossa Senhora Estrela do Mar (em Saint Sampson).